# البنية التحتية الخضراء الأوروبية

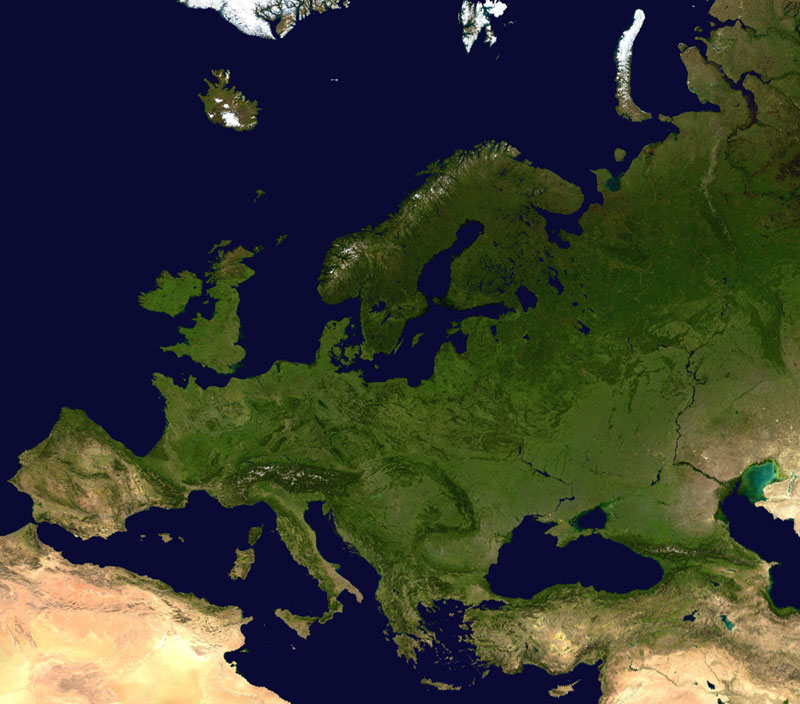
الشبكة البيئية خارج الحدود. لتعكس بشكل أفضل الأنواع المهاجرة (الأسماك والثدييات البحرية والطيور، وما إلى ذلك)، يطلق عليها «عموم».

تعتبر البنية التحتية الخضراء الأوروبية جزءًا مهمًا من إستراتيجية الاتحاد الأوروبي الجديدة (بعد عام 2010) للتنوع البيولوجي وسياسة التنوع البيولوجي.
وهي واحدة من الأدوات الرئيسية لمعالجة التهديدات على التنوع البيولوجي الناتجة عن تفتيت الموائل وتغير استخدام الأراضي وفقدان الموائل. ستلعب البنية التحتية الخضراء دورًا حاسمًا في دمج التنوع البيولوجي في السياسات الأخرى، مثل الزراعة والحراجة والمياه والبحار ومصايد الأسماك والسياسات الإقليمية والتماسك وتخفيف حدة تغير المناخ والتكيف معه وسياسة النقل والطاقة واستخدام الأراضي. كما أنها أداة مهمة للتوجيهات الحالية مثل توجيهات إطار عمل المياه وتوجيهات إطار العمل البحري وتقييم الأثر البيئي وتوجيهات التقييم البيئي الاستراتيجي.
بالإضافة إلى ذلك، سيتم إيلاء اهتمام خاص لتعزيز دمج جوانب البنية التحتية الخضراء في برامج التمويل المختلفة للاتحاد الأوروبي (مثل الصناديق الهيكلية والتماسك) خلال فترة البرمجة المالية الحالية والمستقبلية التي تبدأ في عام 2013 ولتحسين الاتساق البيئي شبكة ناتورا 2000.

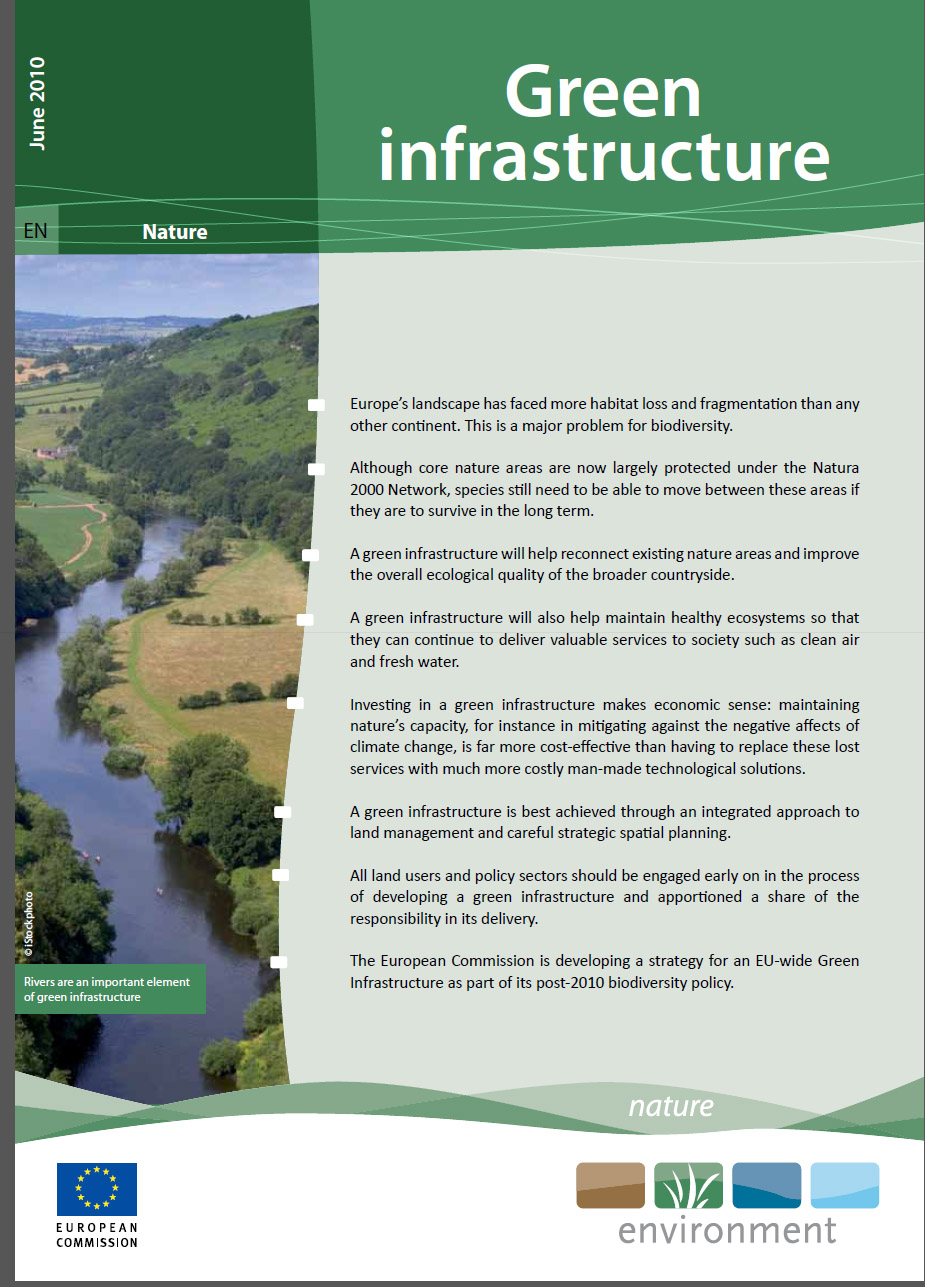
عرض (2010) لاستراتيجية المفوضية الأوروبية بشأن البنية التحتية الخضراء على نطاق الاتحاد الأوروبي، كجزء من سياسة التنوع البيولوجي لما بعد عام 2010.

## تطبيقات نظم المعلومات الجغرافية
إن التطوير المستمر لأنظمة المعلومات الجغرافية ومستوى استخدامها المتزايد مهم بشكل خاص في تطوير خطط البنية التحتية الخضراء. تعتمد الخطط بشكل متكرر على تحليل نظم المعلومات الجغرافية للعديد من طبقات المعلومات الجغرافية.

## المراجع

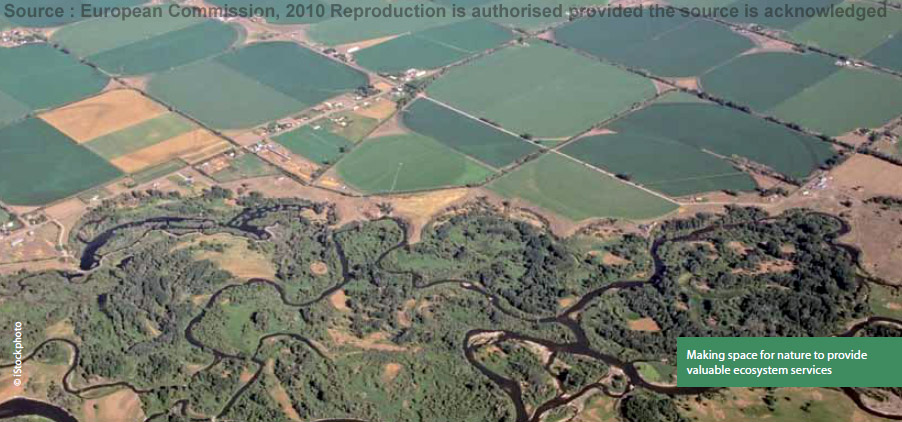
التصوير الجوي الذي تستخدمه المفوضية الأوروبية كمثال للممر البيئي (الأراضي الرطبة) في منطقة الزراعة المكثفة؛ تم الاسترجاع 2013-05-30